# Zagvozd
Zagvozd (in italiano Zagost, desueto), è un comune della Regione spalatino-dalmata in Croazia. Al 2001 possedeva una popolazione di 1.642 abitanti.

## Località
Il comune di Zagvozd è suddiviso in 7 frazioni (naselja) di seguito elencate (fra parentesi il nome in lingua italiana, generalmente desueto):
- Biokovsko Selo
- Krstatice (Cristatise[2])
- Rastovac
- Rašćane Gornje
- Zagvozd (Zagost)
- Župa
- Župa Srednja